# ひのくに号

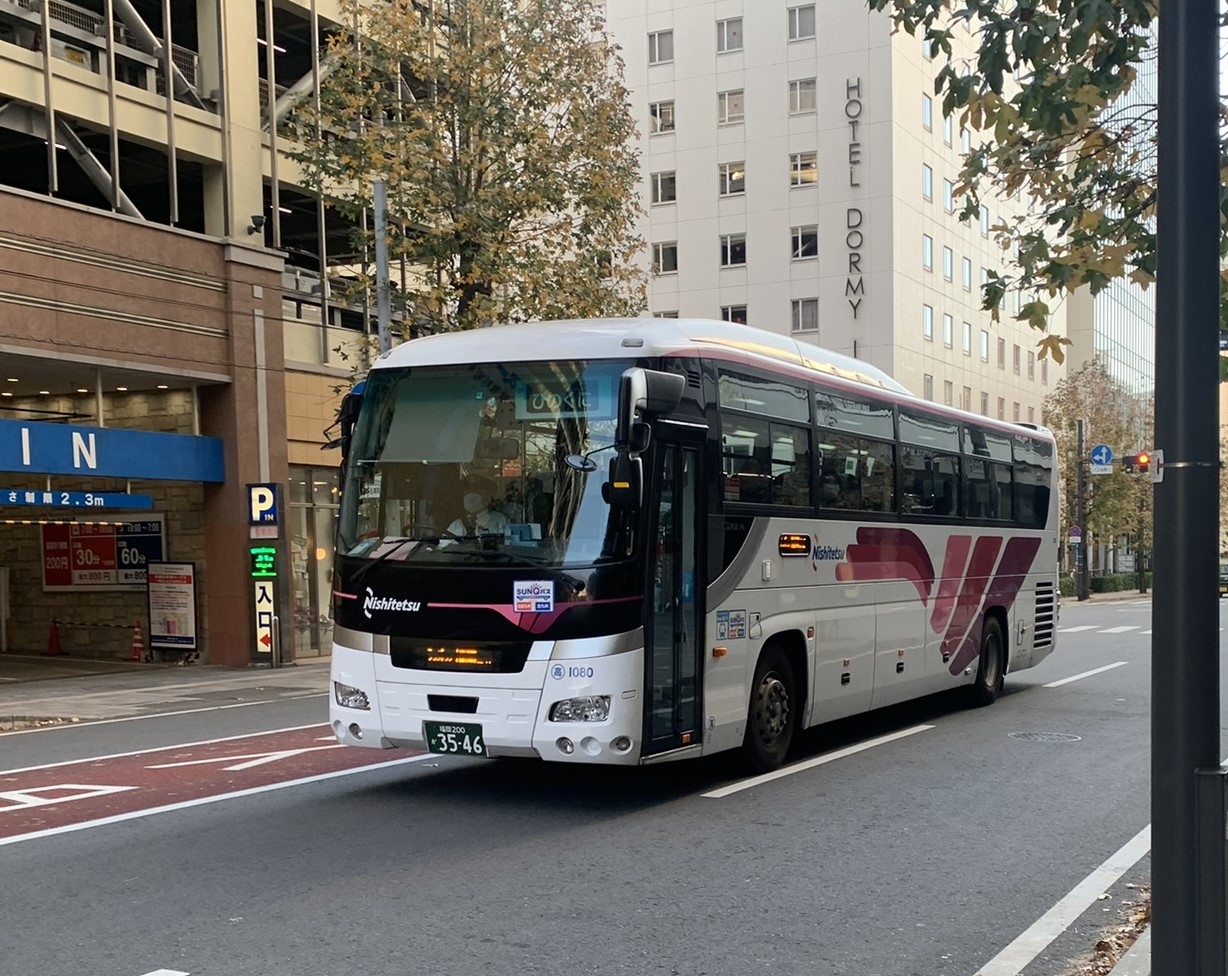
ひのくに号（西日本鉄道）

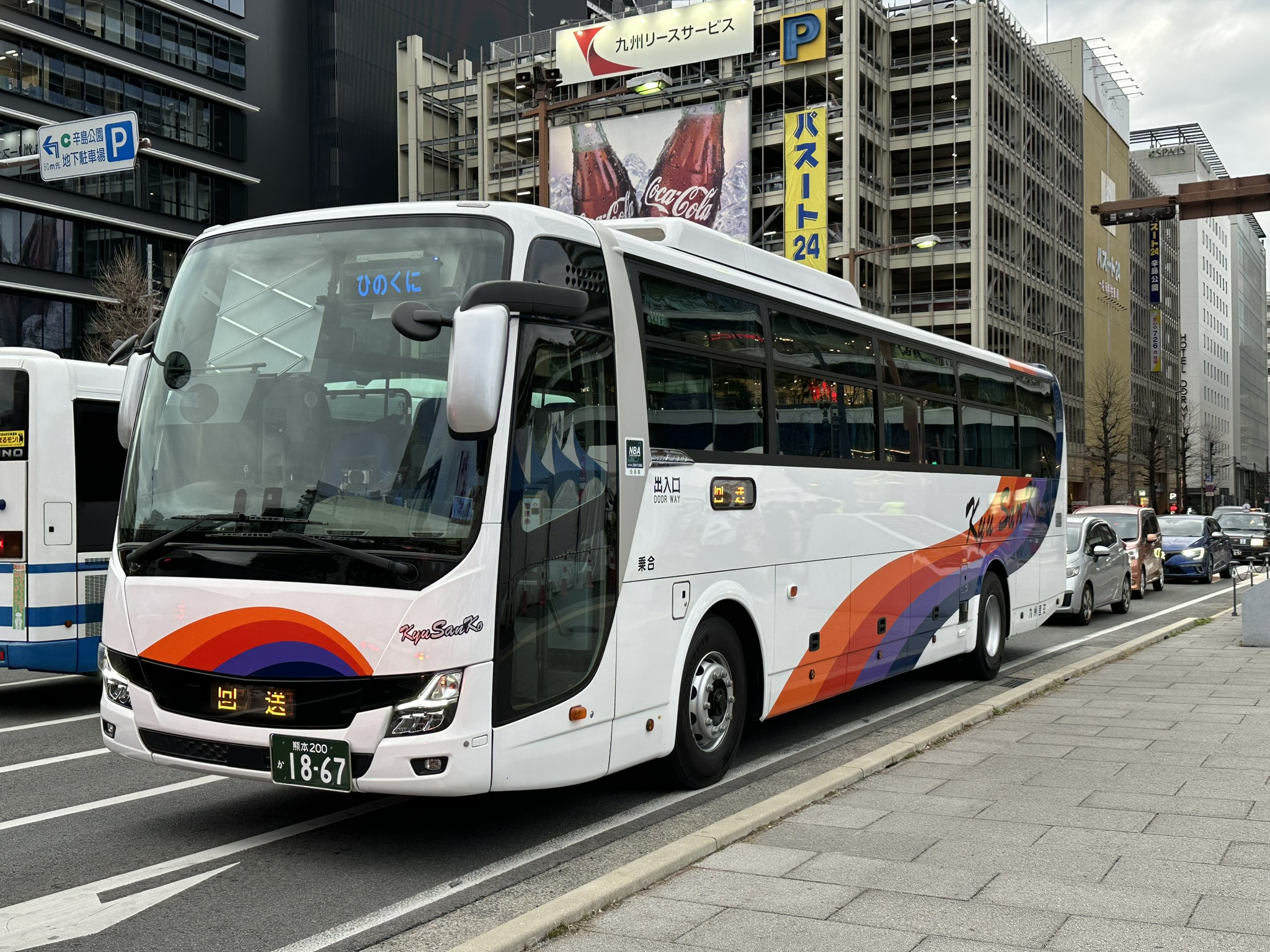
ひのくに号（九州産交バス）

ひのくに号（ひのくにごう）は、福岡県福岡市と熊本県熊本市を結ぶ高速バスである。
なお、この項では、ひのくに号と運行会社が同じで、かつて運行していたASOエクスプレス号ならびに2023年度より福岡ドームにおいておこなわれるイベント等の際に運行される熊本 - 福岡ドーム間を結ぶ臨時高速バス「福岡ドーム直行便」についても併記する。

## 概要
元々は1962年に、国道3号経由の特急バスとして誕生し、1973年の九州自動車道鳥栖IC - 南関IC間開通に伴い高速バスとしたもので、九州でもっとも長い歴史を持つ高速バスである。運行本数は2023年4月1日現在で3系統あわせて平日152本（76往復）・土日祝日170本（85往復）という高速バスとしては高頻度の運行を行っており、ダイヤ上も早朝から深夜まで運行されており、熊本桜町バスターミナルの始発は4:35（福岡空港行）、西鉄天神高速バスターミナルの最終は22:30となっている。かつて最盛期には合計226本（113往復） で運行され、西鉄天神高速バスターミナル最終便は23:40まで設定されていたが、2020年に入り発生した新型コロナウイルスの世界的感染拡大による影響を受け、乗車率の低下による減収などにより、同年9月14日のダイヤ改正によって便数が大幅に削減された。過去にはこれ以外にも2014年4月から金・土・日祝日とその前日に限り天神24:20発の深夜便も運行していたが2015年6月末で終了したため現在は運行していない。
熊本市-福岡市間の主要な移動手段としては「ひのくに号」のほかに熊本駅から九州新幹線で博多駅へ向かうルートや、JR在来線と西鉄の特急電車を大牟田駅で乗り継ぎ福岡市中心部（天神）へ向かうルートがある。
運賃はJR在来線と西鉄の特急電車を乗り継ぐルートより若干割高なものの新幹線よりは圧倒的に安く、通町筋と天神という熊本と福岡の中心を乗り換えなしで直結していることから利用者は多い。ただし、「ひのくに号」は走行経路である福岡 - 熊本間の高速道路は交通量が多く、加えて太宰府IC付近や福岡市内・熊本市内での渋滞などによって、遅れが比較的発生しやすい。
愛称は、熊本県（肥後国）の別称である「火の国」に由来する。
熊本発早朝1便（4:35福岡空港行）ならびに光の森発着便全便に関しては2024年10月1日運行分より座席指定制となっており、1ヶ月前から電話もしくは「@バスで（ハイウェイバスドットコム　旧：楽バス）」サイトにて事前予約が可能。予約済みで乗車券なしで現金その他ICカードやSUNQパスなどを使用する場合は、乗車前に乗務員に氏名を告げて乗車できる。それ以外の便は座席定員制で全席自由席であり予約なしで乗車できる。いずれも満席の場合は乗車不可。
かつては運行開始時より熊本交通センター（現・熊本桜町バスターミナル）・博多駅交通センター（現・博多バスターミナル）・天神バスセンター（現・西鉄天神高速バスターミナル）ならびに福岡空港から乗車する場合においては乗車前に乗車券とは別に『定数券』（1992年頃までは『着席券』）が配布され、券面に記載された時刻の便に乗車するようになっていた が、2000年7月に福岡空港発のみとなり、2005年4月より定数券および乗車便指定の乗車券は全面廃止となった。2011年4月以降は予約定員制の便に限り定数券および乗車便指定の乗車券を窓口にて発行していた。2024年10月1日以降は一部便座席指定化に伴い、該当便に限り乗車便指定の乗車券および座席確保券を窓口にて発行している。
国土交通省九州運輸局の統計 によると、「福岡 - 熊本」路線（3系統）合計の輸送人員は、令和3年度で676,422人であり、一日あたり1,800人強の利用があり、九州内では福岡 - 北九州線に次いで利用が多い。
JR九州・鹿児島本線の特急「つばめ」「有明」が日中20分間隔で運行されていたものの新幹線に移行した結果、所要時間は大幅に短縮されたものの料金が高くなったこともあって在来線特急利用者の一部が高速バスに流れ、新幹線開通後に「ひのくに号」は増便されている 。

## 運行会社
- 九州産交バス　
  - 担当営業所：高速営業所（熊本発着便）・光の森営業所[注 3]（光の森発着便）
- 西日本鉄道
  - 担当営業所：福岡高速自動車営業所【表記＝○高】[注 4]（熊本発着便のみ）

## 沿革
- 1950年（昭和25年）9月15日 - 西鉄と産交が相互乗り入れ協定を結び、福岡～二日市～久留米～山鹿～熊本～日奈久間の直行バスを運行開始。
- 1962年（昭和37年）8月8日 - 熊本（辛島町）～福岡間ビジネス特急「ひのくに」号運行開始。国道3号線経由。所要時間3時間10分。

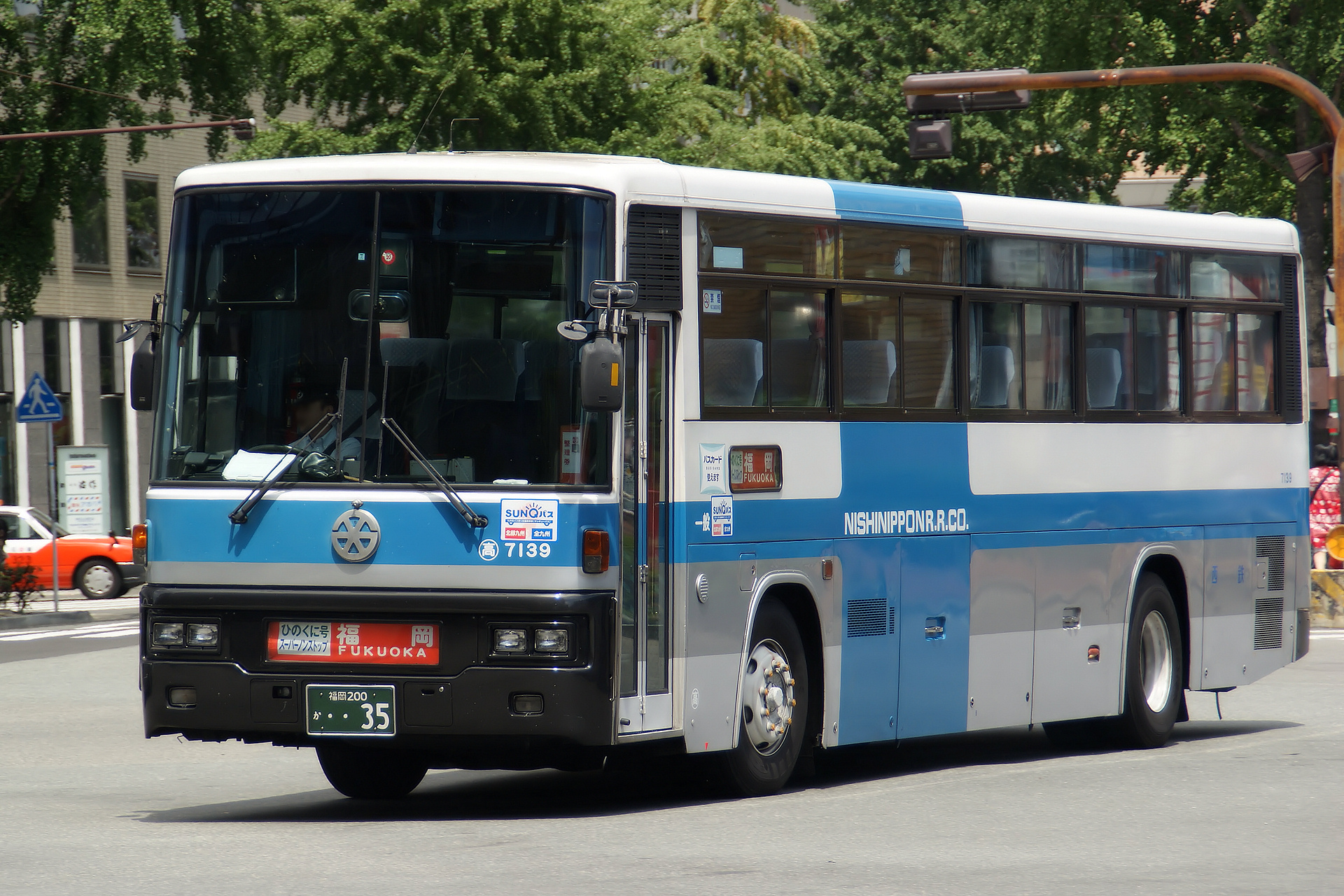
共通塗装の車両（西鉄）

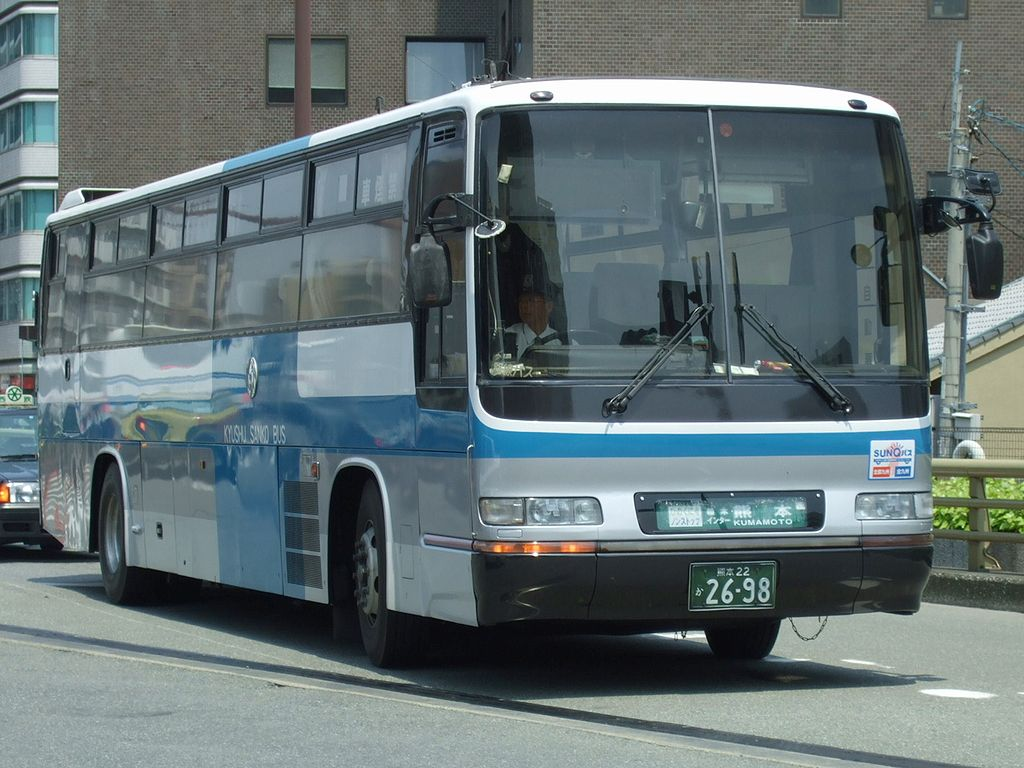
共通塗装の車両（産交）

- 1973年（昭和48年）11月17日 - 国道3号線経由で運行していた熊本～福岡間の特急「ひのくに」号が九州自動車道熊本IC～鳥栖IC間開通に伴い、高速道に載せ替えられ、九州初の高速バスとして登場。
  - ブルーのストライプの入った両者共通の塗色は当時の西鉄（銀、白）と産交（青、白）のカラーを使ったものと思われる。
  - 当初6往復（西鉄4往復/産交2往復）、運賃片道800円（当時）、所要時間2時間30分
  - 当初停留所は天神BC - ○中洲 - ○呉服町 - 博多駅交通センター - 雑餉隈南本町 - 二日市温泉入口 - 鳥栖公園入口 - 久留米IC - 八女IC - 菊水IC - 熊本県庁 - ○水前寺公園 - ○通町筋 - 熊本交通センター
    - ※○印は降客扱い
- 1975年（昭和50年）4月 - 10往復に増回（西鉄6/産交4）
  - 太宰府ICまで高速区間延長、停留所増加ほぼ現在の各停便並みの停車に
- 1977年（昭和52年）12月 - 20往復に増回（西鉄12/産交8）
  - 30分おきの運行となる
  - この当時の運賃片道1,300円
- 1981年（昭和56年）4月15日 - 27往復に増回（西鉄16/産交11）
  - ノンストップ便（以下NS）新設。NS12/各停15
- 1982年（昭和57年）2月 - 36往復に増回（西鉄21/産交15、NS12/各停15）
  - ハイデッカータイプの車両増備始まる
- 1983年（昭和58年）6月 - 40往復に増回（西鉄23/産交17、NS20/各停20）
- 1987年（昭和62年）11月 - 46往復に増回（西鉄26/産交20)
  - このころ久留米急行廃止
- 1988年（昭和63年）8月 - 58往復に増回（西鉄32/産交26、NS27/各停31)
  - 福岡空港（以下「空港」）経由各停便新設
  - この時期にトイレ付き車両が登場。当初はノンストップ便全便および各停便の早朝始発便と夜間最終便にて運用。
- 1989年（平成元年）5月 - 福岡都市高速乗り入れ、天神始発終着が博多駅発着に。本数は変わらず。
- 1991年（平成3年）8月 - 60往復に増回（西鉄33/産交27、NS40/各停20） 
  - 下り早朝と上り夜間を除いて各停便は全て空港経由に
- 1992年（平成4年） - 全車を「デラックスひのくに号」（ビデオ映画、マルチステレオ、おしぼり・飲み物サービス付）として大幅リニューアル。（現在は廃止＜後述＞）
- 1997年（平成9年） - 増備車より共通カラー廃止
- 1999年（平成11年）
  - 3月28日 - 福岡都市高速太宰府IC直結に伴うダイヤ改正。68往復に増回（西鉄37/産交31、NS46/各停22）
  - 11月 - 土日祝日のみ4往復増回し72往復（西鉄39/産交33、NS50/各停22）となる。
- 2000年（平成12年）7月1日 - 80往復に増回（西鉄43/産交37）
  - 福岡行きも通町筋に停車となる
  - 方向幕、カラー表示に
  - スーパーノンストップ（以下SN、益城IC経由）新設
  - 各停便（益城IC経由）新設
  - 空港経由便を廃止し、空港発着便はすべて空港折り返しとする
  - 産交便でTO熊カード取扱いを開始。
  - SN20/NS31/各停12/各停空港17
- 2001年（平成13年）
  - 3月1日 - ダイヤ改正
    - 運賃値下げ。片道2,400円/往復4,100円から片道2,000円/往復3,600円に
    - 益城IC経由各停便廃止。各停便はすべて空港折り返しとする
    - ノンストップ便に植木IC経由10往復設定
    - 空港発着便国際線ターミナルまで延長
    - SN26/NS24/植木IC経由NS10/各停空港20

  - 8月 - 88往復に増回（西鉄47/産交41、SN29/NS29/植木IC経由NS10/各停空港20）
    - 空港線熊本行きは経路を国内線→国際線→筑紫野に変更
- 2002年（平成14年）4月 - 100往復に増回（西鉄53/産交47、SN45/NS35/各停空港20）
  - ノンストップ便全便植木IC経由に
- 2005年（平成17年）8月1日 - SN停車地に益城インター口を追加
- 2007年（平成19年）7月1日 - 「高速バスロケを活用した基山PAにおける乗り継ぎ社会実験」実施に伴い、ノンストップ便の停車地に高速基山を追加（スーパー便は不停車）。
- 2009年（平成21年）
  - 4月1日 - 104往復に増回（西鉄55/産交49、SN48/NS35.5/各停空港20.5）
  - 7月27日 - 西鉄便でnimocaの取扱いを開始
  - 9月1日 - 100往復に減便（西鉄53/産交47、SN46/NS33.5/各停空港20.5）
    - ノンストップ便の停車地に広川を追加し、案内表記を「植木IC経由」に変更（「ノンストップ」案内の終了）

- 2011年（平成23年）

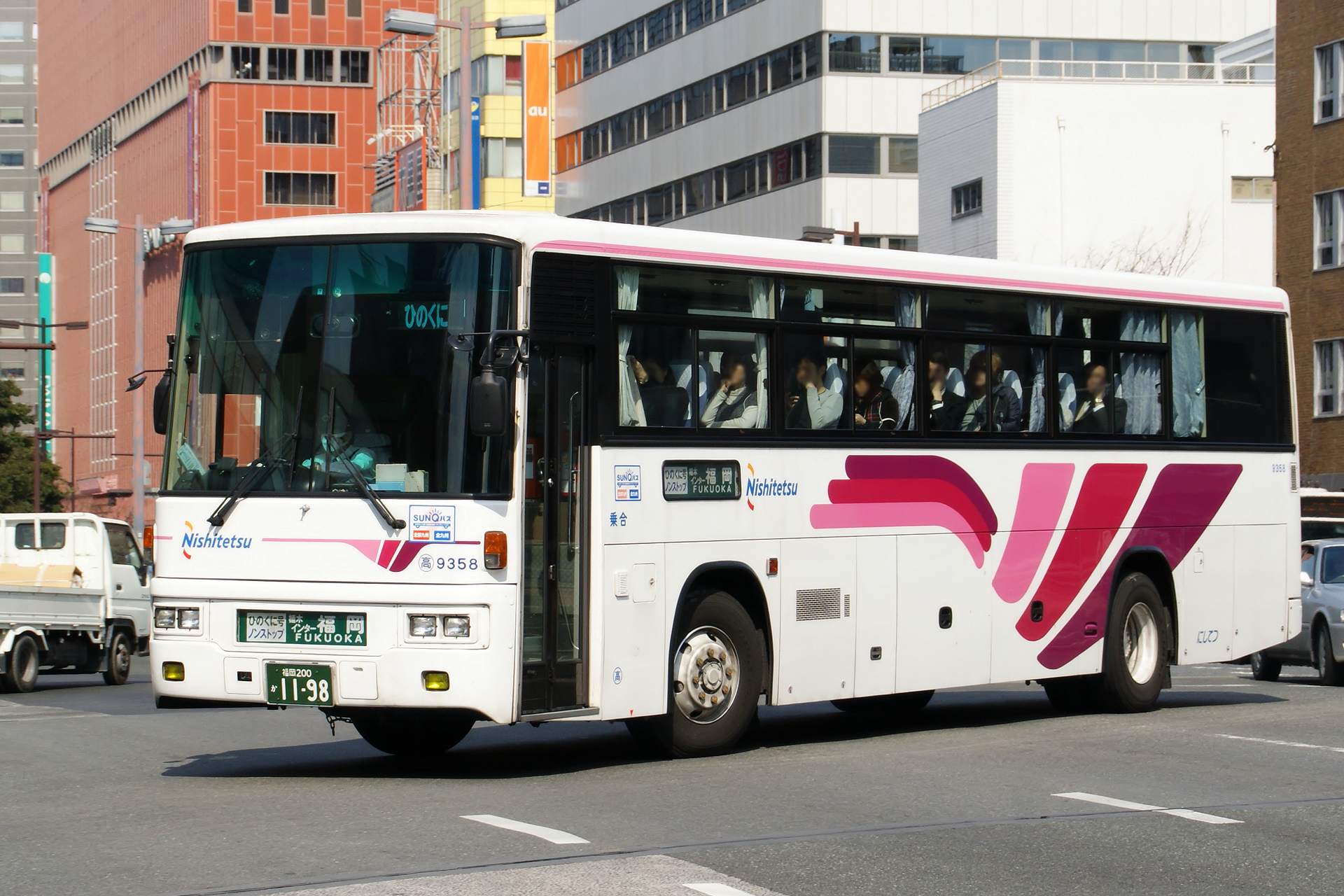
植木IC経由博多・天神 - 熊本線（かつてのノンストップ便）

  - 3月12日 - 植木IC経由便の停車地に菊水ICバス停を追加。
  - 4月1日 - 一部便（平日の熊本発早朝2便と土・祝祭日前日の福岡発深夜2便）をこれまでの「座席定員制」から「予約定員制」に変更（それ以外の便は従来どおり）[3]。
  - 6月1日 - ダイヤ改正。SNを増便し植木IC経由便・福岡空港発着便を減便。3系統合計で8往復増の108往復（西鉄57/産交51)となる[6]。
  - 7月1日 - ダイヤ改正。植木IC経由便の停車地に鹿央・八女ICを追加し、熊本発平日早朝6時始発のスーパーノンストップ便を植木IC経由便に変更[7]。
- 2013年（平成25年）4月15日 - SNの熊本側発着場所を熊本駅前まで延長（他の2系統は従来通り熊本交通センター発着）。植木IC経由便については鹿央には停車しなくなる（福岡空港発着便のみ停車）。また、休日の下り1本を福岡空港発から天神発のSNに変更[1]。
- 2014年（平成26年）
  - 4月4日 - 金・土・日・祝祭日ならびに祝祭日前日のみにおいて、天神24：20始発の「週末深夜便」を運行開始（産交便担当）。停車箇所は通常の植木IC経由便と同じ。予約定員制。運賃は通常運賃の2倍[注 5][8]。
  - 12月1日 - ダイヤ改正。SNを5往復増便し、週末深夜便を除く3系統合計で113往復（西鉄59/産交54）226便となる。また、SNの停車地に「味噌天神」・「水前寺公園前」を追加し、加えて同系統の従来全便熊本駅前始発着から一部は熊本交通センター始発着となる[9]
- 2015年（平成27年）
  - 4月1日 - 産交便でくまモンのIC CARD（熊本地域振興ICカード）の取扱いを開始。
  - 6月28日 - この日（運行は翌29日未明）を以って週末深夜便の運行を終了[10]。
  - 10月1日 - 熊本市桜町一帯再開発事業におけるバスターミナル建て替えに伴い、熊本交通センター乗降場所を変更[11]。
- 2016年（平成28年）
  - 2月1日 - ダイヤ改正により、平日の運行本数をそれぞれ1往復ずつ減便（福岡発6時台と熊本発10時台のスーパーノンストップ便ならびに福岡発16時台と熊本発20時台の植木IC経由便・各停空港線）。また、この日から福岡発夜間最終2便の予約がこれまでの土・祝祭日前日のみから「毎日予約制」となる（熊本発早朝2便の予約は従来のまま平日のみ）。
  - 3月23日 - 産交便でも全国相互利用ICカードの利用が可能となり（くまモンのICカードへの乗り入れ）、全便が対応する。これにより産交便でも「nimoca」が使用できるようになったが、ポイントは付加されない。
  - 4月21日 - 4月14日夜ならびに16日未明に発生した熊本地震の影響で九州道植木IC～益城熊本空港IC間が不通になったため運休していたが、この日よりスーパーノンストップ便をベースに特別ダイヤを設定し運行再開。不通区間は一般道に迂回し、西合志、武蔵ヶ丘は停車しない。本数は1日14往復(1時間に1本)の設定。また所要時間が渋滞等により遅れる可能性が高いため乗務員2名で運行。4月23日からは植木IC - 益城熊本空港IC間が高速バスでも通行可能になったため、この区間の一般道迂回は解消。ただし、28日までは西合志・武蔵ヶ丘停留所は通過。29日以降は、植木IC経由や福岡空港発着便も通常より本数は少ないながら運転を再開したものの、熊本ICの熊本市内から高速へ乗り入れるランプが閉鎖中のため、5月2日までの植木IC経由と福岡空港発着便の福岡行き・熊本行きの全便と、5月3日からの福岡行きは引き続き、益城熊本空港IC経由での迂回運行。
    - 特別ダイヤ期間中のルート(4月21日より4月28日まで)
      - 博多バスターミナル - 西鉄天神高速バスターミナル - 天神北ランプ - （福岡都市高速1号線・2号線） - 太宰府IC - （九州自動車道）- （21日・22日は植木IC - 益城熊本空港IC間で一般道迂回） -  益城インター口 - 自衛隊前 - 熊本県庁前 - 水前寺公園前 - 味噌天神 - 通町筋 - 熊本交通センター - 熊本駅前

    - 29日以降、スーパーノンストップ便は概ね通常の経路で運行。植木IC経由・福岡空港発着便の福岡行きは益城熊本空港インターへ迂回。そのため、植木IC経由・福岡空港発着便が停車する「帯山中学校前」・「西原」・「松の本」の3停留所からの乗車は出来なかったが（熊本行においては5月3日よりこれら3停留所での降車は可能）、5月23日より熊本インターが開通したため、通常経路での運行に戻った。

  - 10月5日 - 福岡空港国内線ターミナル再開発工事の進捗に伴い、国内線側のバス停を「福岡空港国内線」（旧：福岡空港第三）に一本化[12]。
- 2017年（平成29年）
  - 4月1日 - ダイヤ改正[13]。特別設定ダイヤで運行していたダイヤを平日200便、土日祝208便に変更。また、福岡地区の西鉄天神高速バスターミナルと博多バスターミナルの順序を入れ替え、西鉄天神高速バスターミナル始発となる。
  - 5月27日 - 熊本行きについて、千代ランプ経由に変更となる（福岡行きは半道橋ランプ経由のまま）[14]。
  - 9月1日 - 運行時刻はそのままに、産交便と西鉄便の担当時刻を一部入れ替え。また、この日より早朝熊本発福岡空港行（各停便）2便の予約が平日のみから「毎日予約制」に変更。
- 2018年（平成30年）4月1日 - 回数券を値上げ（福岡 - 熊本交通センター間・4枚綴り 6580円→7400円）、ウェルネット製スマートフォンアプリ「バスもり!」を利用した「スマホ回数券」を導入（福岡 - 熊本交通センター間・4枚綴り 7000円）[15]
- 2019年（平成31年・令和元年）
  - 4月1日 - 運賃値上げ（これまでの通常運賃から200円アップ）。これに伴い、スーパー回数券（紙券）・スマホ回数券・ひのくに号定期券も価格改定。福岡 - 熊本間の往復乗車券はこれまでの熊本交通センターまでの区間と熊本駅前までの区間の2種類から1種類に統合（どちらかの区間までの利用も価格は同じ）。
  - 9月11日 - 熊本市桜町一帯再開発ビル（名称：SAKURA MACHI Kumamoto）完成に伴う同ビル内バスターミナルに乗り入れ開始により、熊本交通センター乗降場所を変更。名称もこれまでの「熊本交通センター」から「熊本桜町バスターミナル」（桜町BT）に改称[16][17][18]。
  - 10月1日 - 前日限りで廃止となった熊本 - 名古屋線「不知火号」の補完ならびに熊本からの利便性低下を防ぐため、この日より本路線と福岡 - 名古屋線「どんたく号」とを乗り継いで熊本 - 名古屋間が割引価格で利用可能な「名古屋熊本連絡きっぷ」を発売開始。
- 2020年（令和2年）
  - 3月21日 - 新型コロナウイルスの世界的感染拡大の影響による利用客減少を受け、この日より同年4月24日までの期間においては博多・天神発着便（スーパーノンストップ系統ならびに植木IC経由）の平日164便・土日祝日173便のうち各38便を運休（各停福岡空港線は通常通り）。その後、翌4月25日 - 5月31日までの期間においては熊本発博多・天神行きの平日32便・土日祝日33便、天神・博多発熊本行きの平日30便・土日祝日31便、熊本発福岡空港行きの平日5便・土日祝日6便、福岡空港発熊本行きの平日7便・土日祝日8便がそれぞれ運休とするなど運休期間延長と対象便数を大幅拡大[19][20]。その後も一部便は運行再開するが当面の間は減便体制のままでの運行となり、状況に応じてさらに一部便が運休となるなど減便体制での運行は続く事となる。
  - 9月14日 - ダイヤ改正。新型コロナウイルスの影響による利用者の低迷を鑑み、通常平日100往復200便・土日祝日104往復208便から、平日81往復162便・土日祝日85往復170便に減便。同時に熊本発第2便ならびに福岡発夜間2便の予約を廃止（熊本4:35発のみ引き続き予約制となる）。
- 2021年（令和3年）
  - 3月20日 - 減便体制から通常の運行体制に戻る。
  - 4月1日 - 熊本駅周辺再開発による駅前広場整備完了に伴い、福岡行（スーパー便のみ）乗り場をのりば1（一般路線バス桜町BT方面）からのりば7（高速・特急・空港リムジン専用）へ変更。
  - 5月17日 - 新型コロナウイルスの感染拡大により再び減便体制での運行となる。
  - 10月9日 - 減便体制から通常の運行体制に戻る
- 2022年（令和4年）
  - 1月26日 - 新型コロナウイルスの感染拡大により再び減便体制での運行となる。
  - 3月1日 - 新型コロナウイルスの影響による収益減少と軽油価格高騰などさまざまな状況を鑑み、収益改善による路線維持を目的として、片道運賃ほか往復・web割引・回数券（紙券・スマホ専用とも）・定期券（同）など220～8000円値上げ。同時に2枚スマホ回数券を新設し往復・ペア乗車券としても使用可能[21][22]。
- 2023年（令和5年）4月1日 - ダイヤ改正。平日ダイヤの現行162便〈産交78便・西鉄84便〉から10便減便し、152便〈産交74便・西鉄78便〉へ（土日祝日ダイヤは従前のままとする）。さらにこの日から光の森系統を新設し、1日2往復4便運行開始。こちらは全便九州産交バスが単独で運行し、光の森営業所が担当する。運行経路は光の森産交を出発し、北熊本SICを経由して博多BT・西鉄天神BTへ向かうルートで、途中の高速道路上の停留所には一切停まらない。なお、光の森系統は予約定員制であるが、運賃は従来の熊本発着便（武蔵ヶ丘－福岡間）と同額で、ひのくに号の回数券・定期券（いずれも紙券・スマホ券ともに）・各種乗車券も使用可能。[23]
- 2024年（令和6年）
  - 4月1日 - 光の森系統が新たに「ゆめタウン光の森」へ停車開始。
  - 10月1日 - ダイヤ改正により運行内容を一部変更[24]。
    - 福岡空港発着便の運行本数を4往復8便増便し、これまでの平日・土休日とも12往復24便から16往復32便に（スーパー便および植木IC経由便は変更なし）。
    - 熊本発早朝4:35発福岡空港行ならびに光の森直行便の全便をこれまでの予約定員制（時間指定制）から座席指定制に変更（それ以外の便は従来通り予約不要全席自由席）。
    - 光の森系統が新たに「御代志（熊本電鉄御代志駅構内①のりば）」へ停車開始。

  - 11月15日 - 産交便においてこの日を以ってnimoca（グランドパス65を含む）他全国10社交通系ICカードによる決済取扱いを終了し、ICカードはくまモンのIC CARDのみ引き続きでの取扱いとなる。代替策として翌2025年3月までにクレジットカード決済ならびにQRコード決済システムを導入する予定としている[25][26][27]が、産交便では当面、現金・各種乗車券や定期券等の紙式乗車券・スマホ乗車券・くまモンのIC CARDのみの取扱いとなる（西鉄便は引き続きnimoca他全国10社交通系ICカードによる決済サービスを継続）。
- 2025年（令和7年）2月1日 - 産交便において、前年11月で使用中止となった全国交通系ICカードの片利用に代わり、この日よりクレジットカード等のタッチ決済を導入。熊本県の全事業者が導入を準備している中での先行導入[28][29][30]となるもので、対象ブランドはVisa・JCB・American Express・Diners Club・Discover・銀聯の6ブランドで、その他これら6ブランドのタッチ決済対応カード（クレジット、デビット、プリペイド）やそれらがインストールされたスマートフォン等のアプリにて使用可能で、決済方法はICカードと同様に乗車時・降車時にそれぞれのカード等を機器にかざす事で決済が可能。同年2月24日からはMastercardも取扱開始[31]（西鉄便は導入の予定なし）。

## 運行系統・停車停留所
ひのくに号は以下の4系統に分けられる。太字は停車停留所。各系統とも福岡県側の博多BT - 西鉄天神高速BT間、および熊本県側の益城インター口・松の本 - 熊本駅前間ならびに御代志 - 光の森産交間のみの利用は不可。
福岡行きは、熊本駅前はスーパーノンストップ便のみのりば7から、桜町BTは各系統とも7番のりばから発車する。熊本行きは、スーパーノンストップ・植木IC経由ならびに光の森直行便ともに博多BTは38番のりばから、西鉄天神高速BTは3番のりばから発車。また、各停（福岡空港発着）便においては、空港行きは国際線ターミナル終着、熊本行きは国内線（第1・第2・第3）ターミナル始発国際線ターミナル経由となる。
スーパーノンストップ
福岡市内と熊本市内をノンストップで結ぶ路線で、ひのくに号の基幹路線にあたる。平日49往復/日（両方向で同一本数）。土曜・日祝は熊本行は53便/日、福岡行きは56便/日。益城熊本空港IC経由。行先表示幕の色はオレンジ（■/■）。
西鉄天神高速BT - 博多BT - 千代ランプ/半道橋ランプ - （福岡都市高速） - 太宰府IC - （九州自動車道） - 西合志 - 武蔵ヶ丘 - 益城熊本空港IC - （熊本県道36号熊本益城大津線） - 益城インター口 - 自衛隊前 - 熊本県庁前 - 水前寺公園前 - 味噌天神 - 通町筋 - 桜町BT - 熊本駅前
- 熊本行きは千代ランプ、福岡行きは半道橋ランプ経由。
- 一部桜町BT始発着便あり。
- かつては熊本行夜間最終便（西鉄天神BT23:40発）のみ博多BTは経由せず、福岡都市高速は天神北ランプを経由していたが、新型コロナウイルス感染拡大の影響による利用客の伸び悩みに伴う2020年9月14日のダイヤ改正による便数大幅削減により天神発夜間最終便が22:30に早められ、博多BTも経由する事から廃止となった。

植木IC経由
福岡市内と熊本市内を主要バス停のみ停車で結ぶ路線。上記のスーパーノンストップ系統が開設される前は本系統がひのくに号の基幹路線的な役割を果たしていた。平日20往復/日（両方向で同一本数）。土曜・日祝の熊本行は20本/日、福岡行は17本/日。植木IC経由とあるが、熊本市内とのアクセスは熊本ICを経由して行われる（植木ICは途中停車地）。行先方向幕の色は緑（■）。かつて本系統開設当初は武蔵ヶ丘以外高速道路上は無停車であり、1990年代に入り筑紫野 - 西合志間、さらに2000年代に入り高速基山 - 植木IC間といった停車箇所増設によって無停車区間が縮小していきながらも、本系統開設以来「ノンストップ」の種別が長らく使用されていたが、2009年9月の広川停車開始に伴い「ノンストップ」の表記をとりやめている。
西鉄天神高速BT - 博多BT - 千代ランプ/半道橋ランプ - （福岡都市高速） - 太宰府IC - （九州自動車道） - 筑紫野・二日市温泉入口 - 高速基山 - 広川 - 八女IC - 菊水IC - 植木IC - 西合志 - 武蔵ヶ丘 - 熊本IC - （国道57号東バイパス） - 松の本 - 西原 - 帯山中学校前 - 熊本県庁前 - 水前寺公園前 - 味噌天神 - 通町筋 - 桜町BT
- 熊本行きは千代ランプ、福岡行きは半道橋ランプ経由。

各停
福岡空港と熊本市内を高速道路上の各バス停に停車しながら結ぶ路線。全曜日16往復/日（両方向で同一本数）。熊本IC経由。行先方向幕の色は黄（■）。
福岡空港国内線 - 福岡空港国際線ターミナル - 半道橋ランプ/金の隈ランプ - （福岡都市高速） - 太宰府IC - （九州自動車道） - 筑紫野・二日市温泉入口 - 高速基山 - 宮の陣 - 久留米IC - 広川 - 八女IC - 瀬高 - 山川 - 小原 - 菊水IC - 鹿央 - 植木IC - 西合志 - 武蔵ヶ丘 - 熊本IC - （国道57号東バイパス） - 松の本 - 西原 - 帯山中学校前 - 熊本県庁前 - 水前寺公園前 - 味噌天神 - 通町筋 - 桜町BT
- 福岡空港発は国内線→国際線→（半道橋ランプ）、福岡空港行きは（金の隈ランプ）→国内線→国際線の順に停車。

光の森直行便
福岡市内から熊本都市圏のベッドタウンである熊本県菊池郡菊陽町の光の森地区へ直行で結ぶ路線として2023年4月1日より新設。光の森地区周辺の人口増加に伴う福岡市内へのアクセスを更に便利にしたいとする利便性向上ならびに従来から運行している3系統が停車しているこれまでの最寄り停留所であった「武蔵ヶ丘」バス停においてはバス利用者のための駐車場を併設しているも駐車できる台数が少なく、おまけに光の森周辺からバス停まで距離が離れている事や、特に福岡でのイベント開催時においては熊本市内停車の時点で満席になる事が多く、「武蔵ヶ丘」バス停では多くの便が満員通過していた影響で多くの乗客が希望する便に乗車できなかった経緯があり、これらの状況を踏まえ光の森産交にはパークアンドライドを設けバス利用者のためのある程度の駐車台数を確保し、予約制をとることで利便性を高め利用増を目的とするため開設に至った。全曜日2往復/日（両方向で同一本数）。北熊本SIC経由。なお、行先方向器ならびに車内音声合成における種別は「スーパーノンストップ」と表記・案内している。また、熊本市内系統との誤乗防止のため、天神BT・博多BTでは改札中においては自動音声による呼び掛けを行っている。
西鉄天神高速BT - 博多BT - 千代ランプ/半道橋ランプ - （福岡都市高速） - 太宰府IC - （九州自動車道） - 北熊本SIC - （熊本県道30号） - 御代志 - （熊本県道341号・316号） - ゆめタウン光の森 - 光の森産交
- 光の森行きは千代ランプ、福岡行きは半道橋ランプ経由。
- 御代志停留所については、熊本電鉄御代志駅構内①のりばから発車する。

## 使用車両・車内設備・乗車券等

### 使用車両
両社とも乗客定員44人乗り（補助席含む）ハイデッカー車両を使用
九州産交バス
- 日野・セレガ（ADG-RU1ESAA・PKG-RU1ESAA・QPG-RU1ASCA・QRG-RU1ASCA・QTG-RU1ASCA・LKG-RU1ESBA・QRG-RU1ESBA・2RG-RU1ESBA・2TGｰRU1ASDA・2PG-RU1ASDA)
- 三菱ふそう・エアロバス/エアロエース（KL-MS86MP・BKG-MS96JP・2TG-MS06GP）
- いすゞ・ガーラ（QRG-RU1ESCJ・2PG-RU1ASDJ）

西日本鉄道
- 日産ディーゼル・スペースアロー（PKG-RA274RBN/西工・96MC E-III）
- 三菱ふそう・エアロエース（QRG-MS96VP・2TG-MS06GP）
- 日野・セレガ（QRG-RU1ESBA・QTG-RU1ASCA）
- いすゞ・ガーラ（QRG-RU1ESBJ・QTG-RU1ASCJ）

### 車内設備
- 4列シート
- トイレ
- 携帯電話等充電装置（座席コンセントまたはUSBポート）　※九州産交便は車両により一部未設置
- 毛布（膝掛け）[注 6]
- フリーwifi

1992年に車両をリニューアルした際には、「デラックスひのくに号」として車内公衆電話などの設備や飲み物（お茶・コーヒー）・おしぼり・マルチステレオ・テレビ放送（ビデオ映画）のサービスが実施されていた。しかし、携帯電話の急激な普及により2000年に車内公衆電話が廃止されたのを皮切りに、2001年における運賃大幅値下げ（熊本 - 福岡間：片道2,400円/往復4,100円→2,000円/3,600円）の実施に伴うコスト削減などにより車内サービスは順次廃止された。それにより現在はリニューアル以前の仕様（トイレ以外の車内設備・サービス無し）に戻っている。
また、車両の塗装は、運行開始当初から沿革の写真にあるような両社共通の塗装（通称「青十字」）が長年にわたり採用されていたが、1998年頃の導入車両から両社別々の塗装（両社とも自社高速バス専用共通カラーリング）を使用するようになり、西鉄においては2010年3月頃までに青十字塗装の車両は全て姿を消した。産交でも経年により徐々に離脱が進み、最後まで残った1台が子会社に移籍した上で「あまくさ号」（熊本県熊本市と同県天草市とを結ぶ快速バス）として2009年頃から長きにわたり使用されていたが、2018年12月、運用中に事故に遭い大破し廃車された事から、現在では青十字塗装の車両は両社共に全廃となり面影も見られなくなっている。ちなみに西鉄におけるかつての青十字塗装の車両は「福岡 - 北九州線」や「久留米 - 北九州線」などの高速バスのほか、「久留米 - 山鹿間」に運行されていた快速バスなどに転用されたものもあったがいずれも廃車となっている。
過去においては、西鉄では同社の指定車体製造工場として西日本車体工業株式会社（以下、「西工」）を系列子会社に持っていた関係上、西鉄の車両では元来から西工ボディを架装した車両がもっぱら導入されていたが、2010年における西工の会社解散に伴い、以降は各メーカー純正車体での導入となった。産交でも以前は西鉄に合わせる形で西工ボディを架装した車両が多かったが、2000年導入車を最後にそれ以降は純正車体での導入となっている。2005年に産交が現行型の日野セレガ（2005年式・ADG-RU1ESAA　ジェイバス製造）を九州管内でいち早く導入した事で有名となった。産交ではその後もPKG-から徐々に増車しており、2022年現在、産交では本路線専用車の大半を占めているほか、西鉄でも西工解散後の2011年以降より順次導入している。因みに西鉄では元々はいすゞ車での導入は無かったが、2014年に初のいすゞ車（QRG-RU1ESCJ　ジェイバス製造）での導入を開始した事により、2022年時点では国産4メーカーが揃う形となっている。

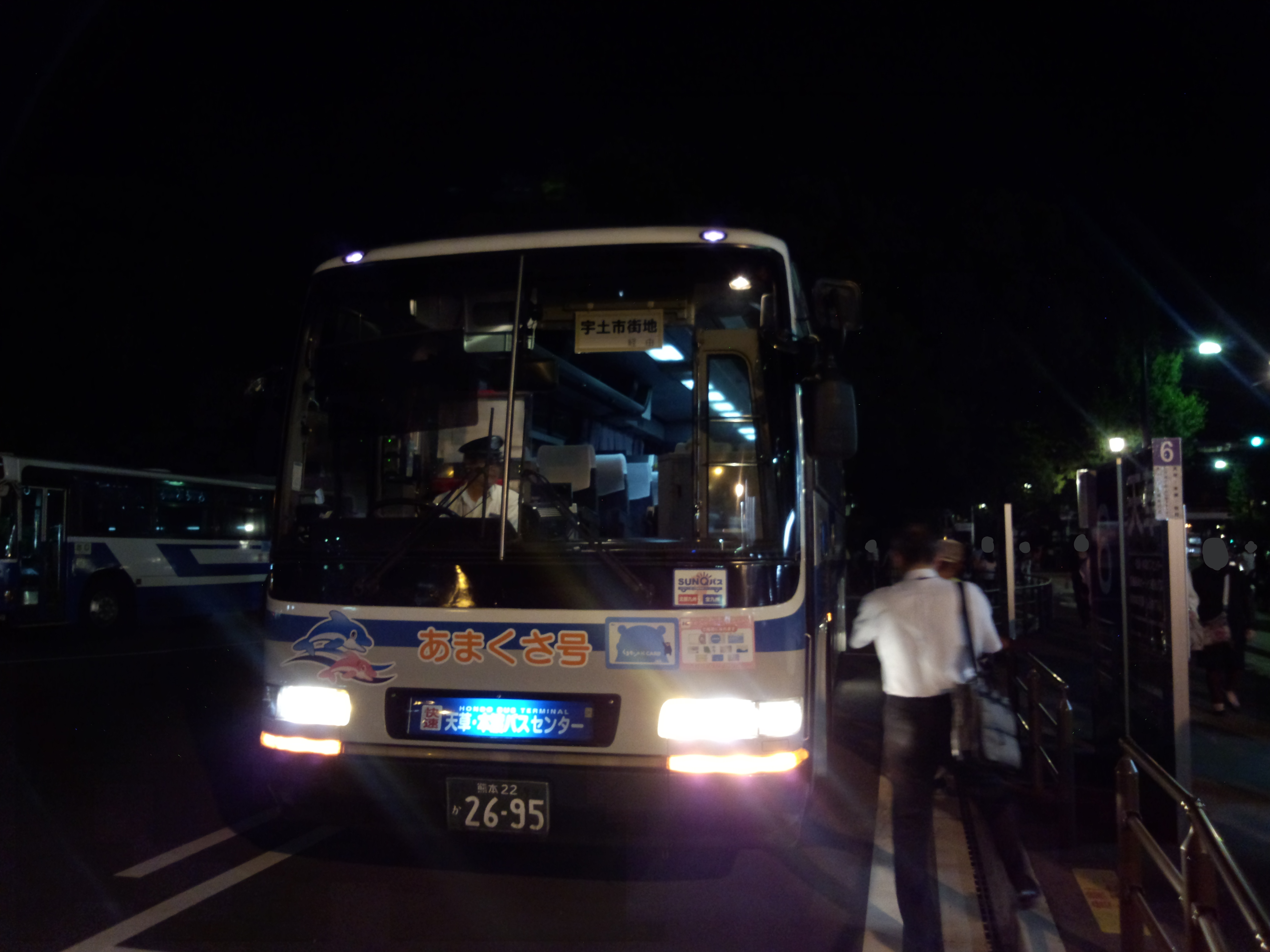
産交が所有していた本路線伝統色であった青十字カラーの車両で、2018年時点では両社を通じて最後の1台だったが、運用中事故に遭遇し大破、廃車となった。（画像は子会社移籍後「あまくさ号」運用時）
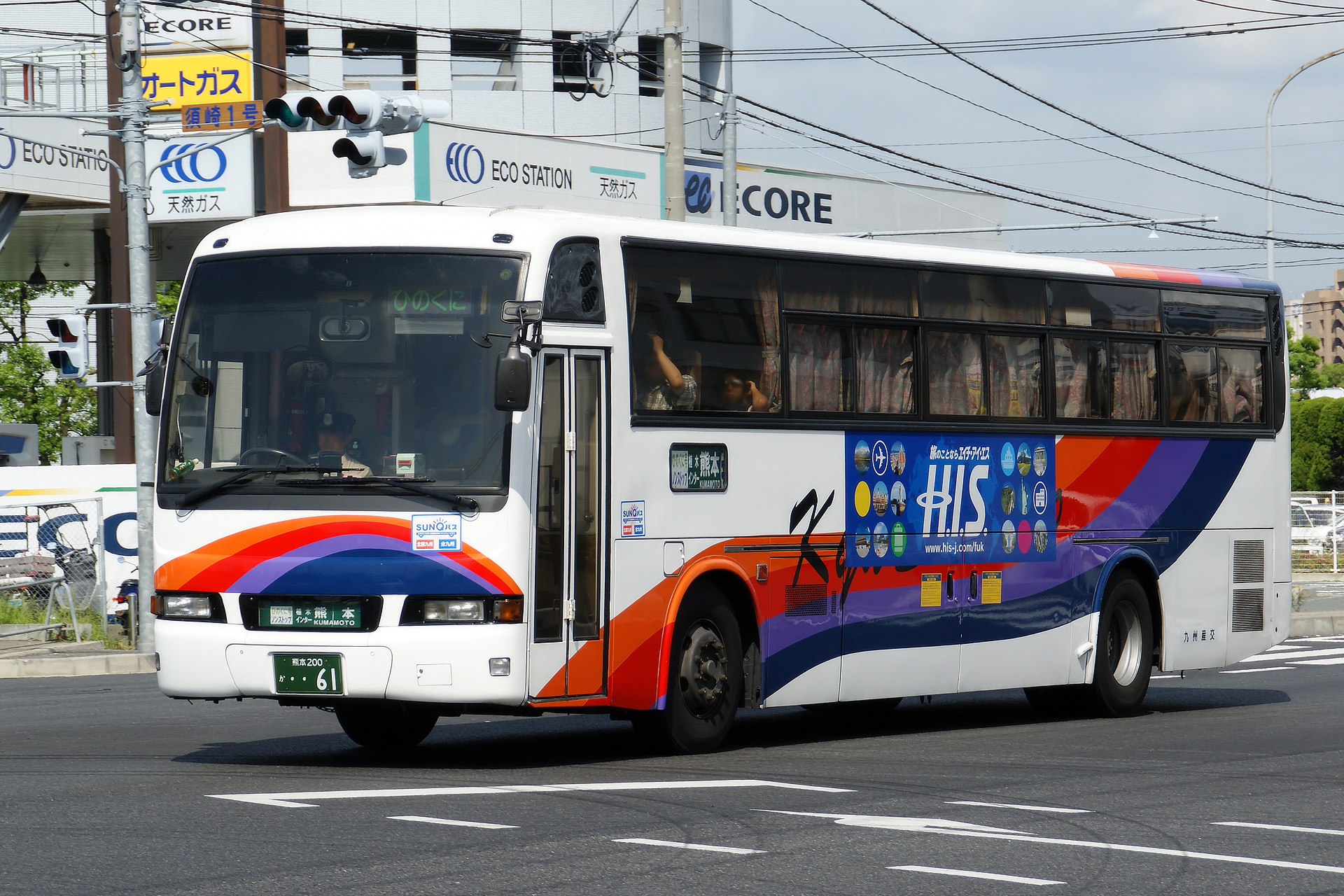
産交で2000年に導入された最後の西工ボディ架装車　（日野セレガ KC-RU3FSCB　西工C-Ⅰ） ※現在は廃車
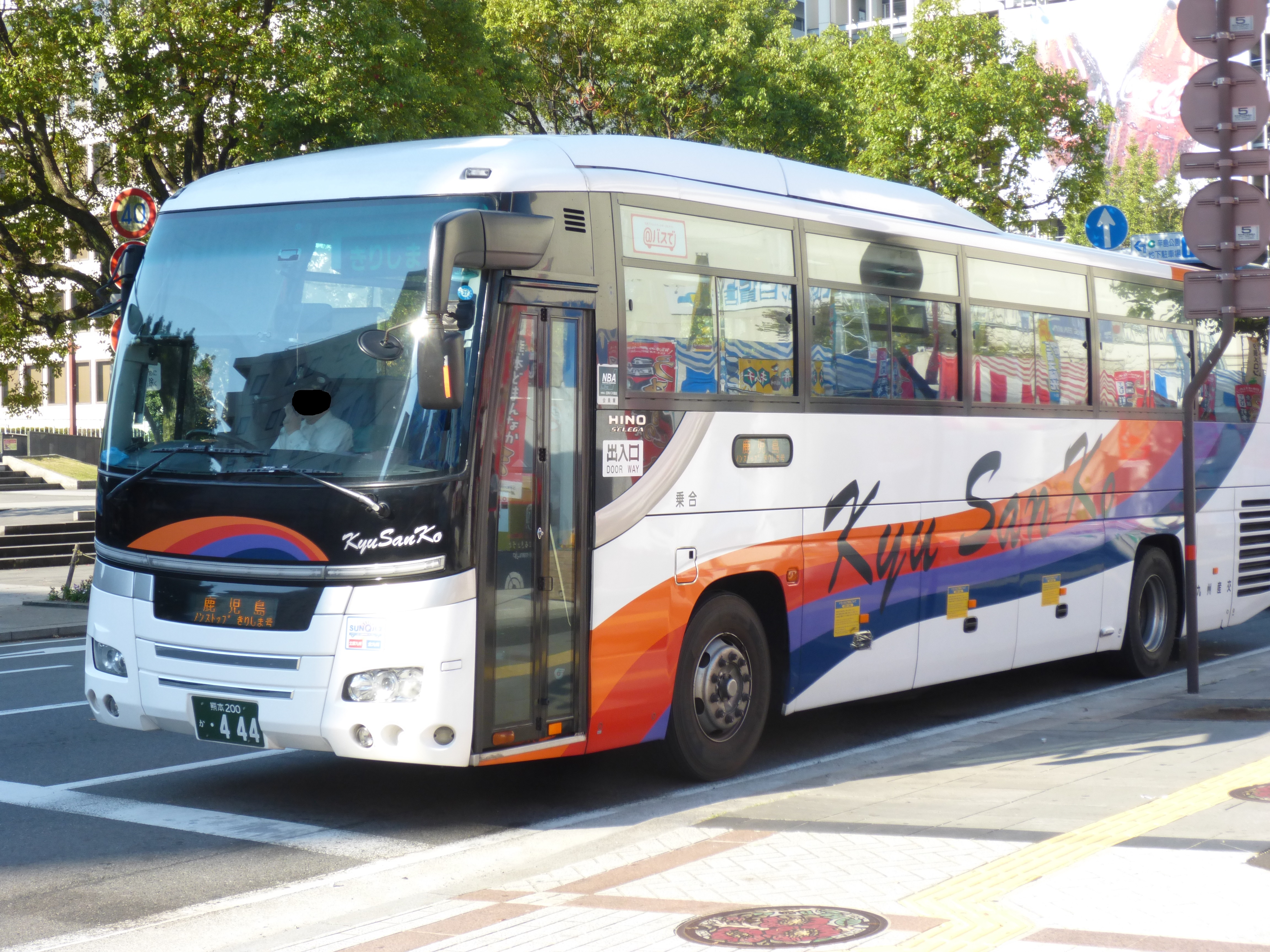
九州では高速車第1号として導入された九州産交の現行型日野セレガ （画像は「きりしま号」運用時）
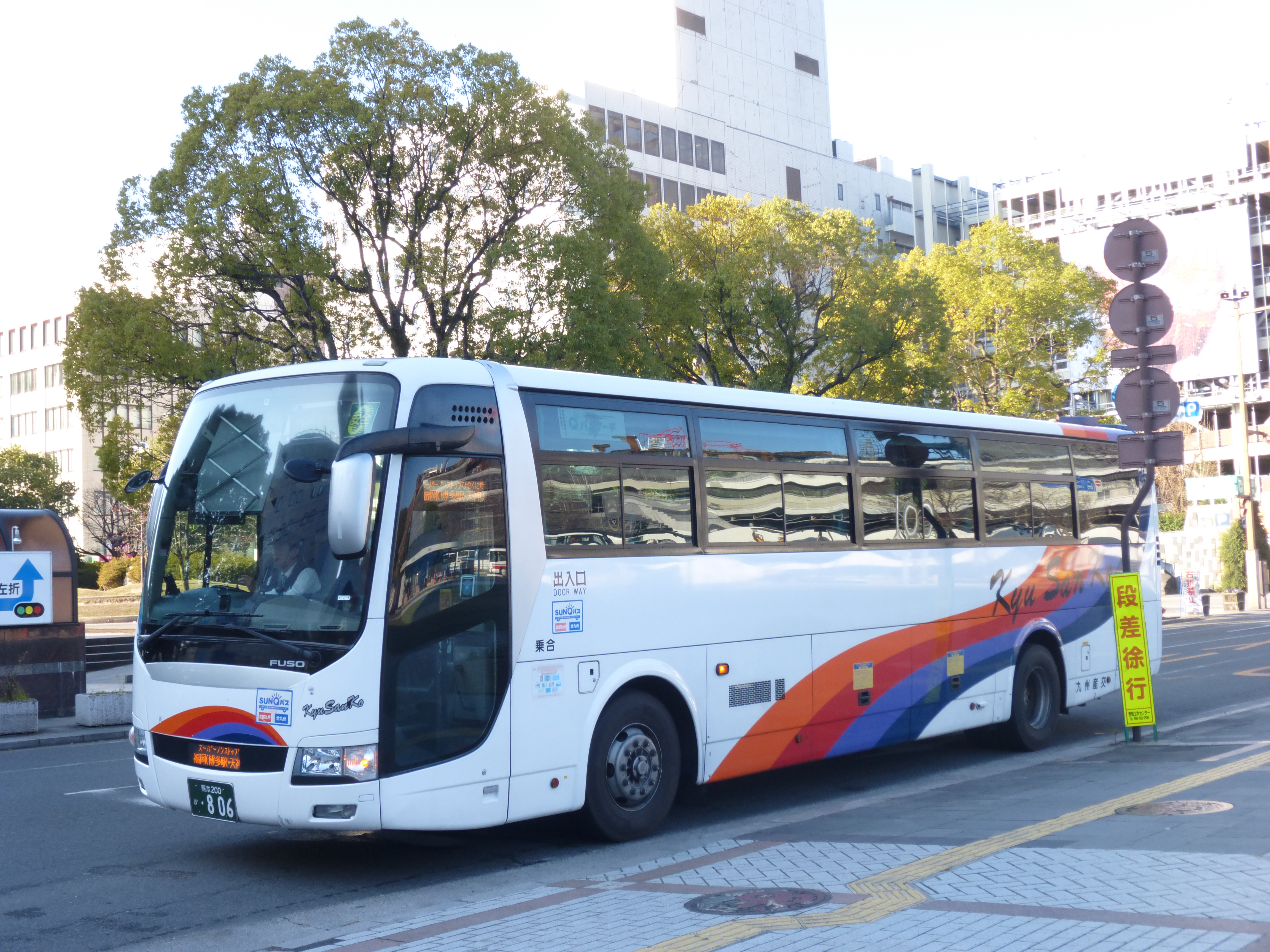
2009年より導入された産交高速車第2の主力車種 三菱ふそうエアロエース
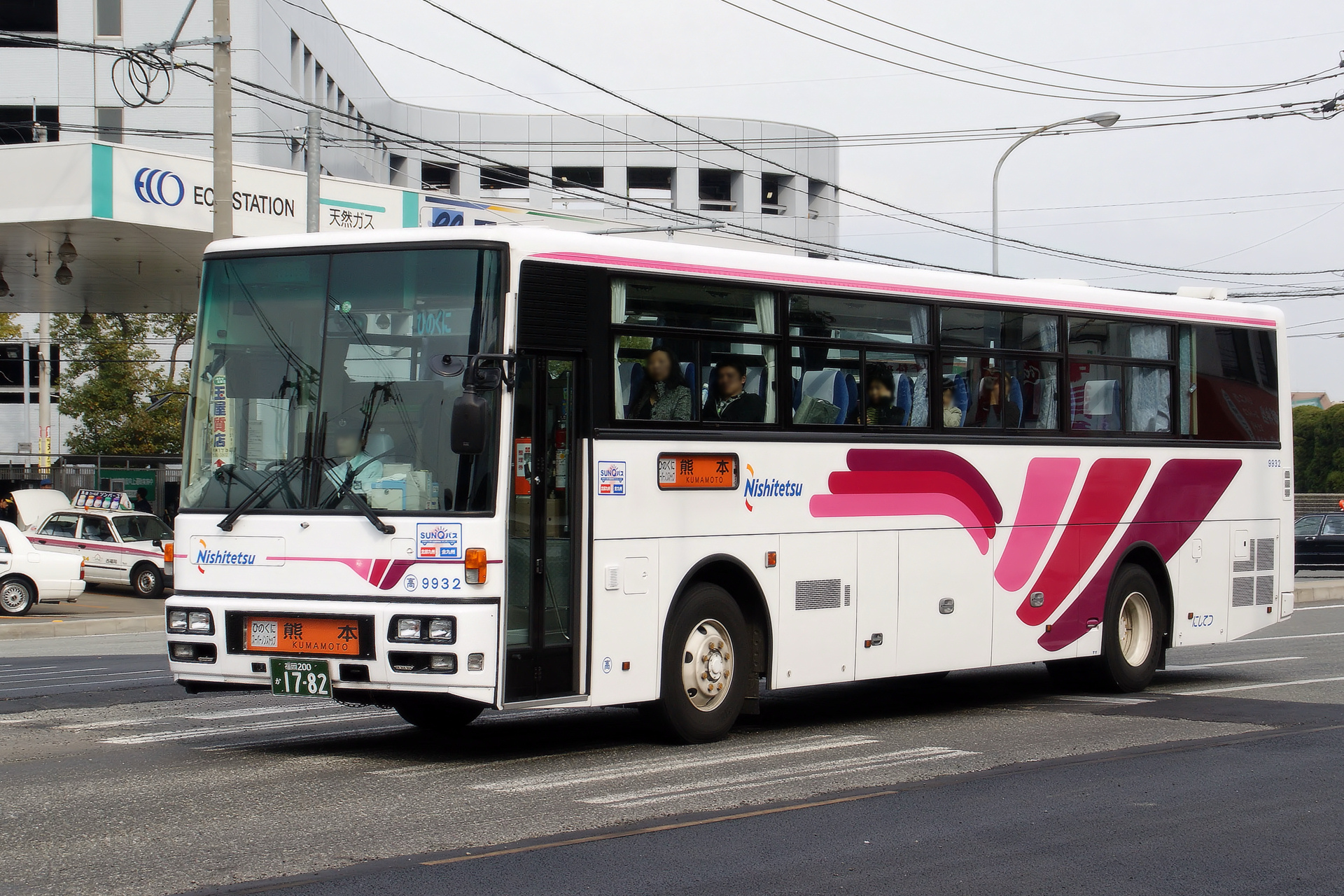
西鉄では最後の導入となった西工架装車で、2022年現在でも一部で使用中の西工E-Ⅲ 96MC（日産ディーゼルPKG-RA274RBN） （画像の車両は、のちに西鉄バス大牟田に移籍の後、運用離脱）
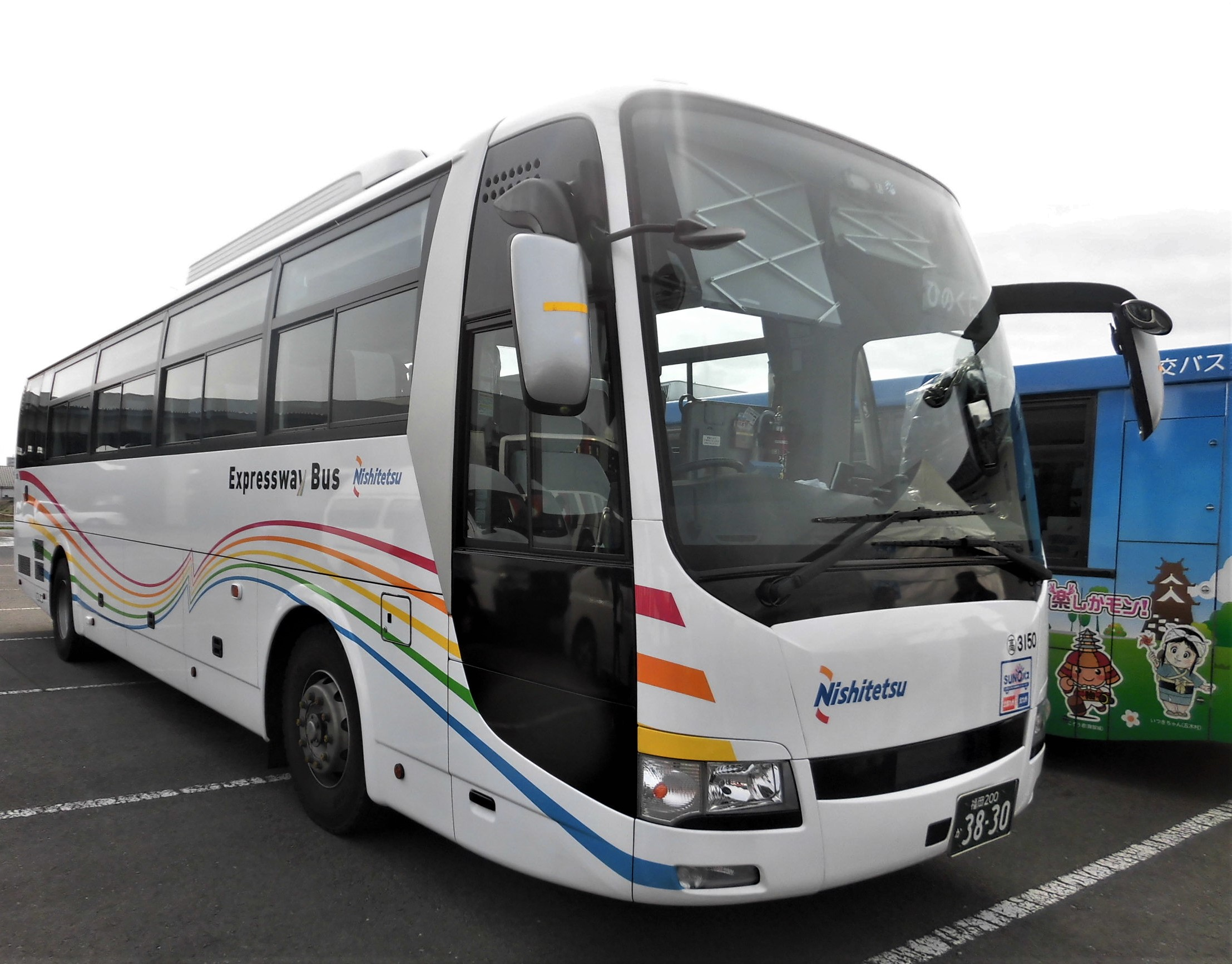
2018年12月17日より「ひのくに号」で運行されている西鉄の新塗装車「HARMONY」 将来的に西鉄の昼行高速バス用車両全車をこの塗装に変更予定

### 使用可能な乗車券類
熊本発早朝第1便（4:35桜町BT発福岡空港行）と光の森発着便全便においては座席指定制となっており、1ヶ月前より電話またはハイウェイバスドットコムサイトにおいて事前予約ののち、窓口にて乗車時刻・座席指定の乗車券を購入または予約済みで他の割引乗車券と併用する場合は窓口にて座席確保券を受領の上で乗車可。それ以外の便は予約不要につき、現金・回数券・定期券・ペア乗車券にて利用でき、回数券・定期券は窓口にて発行される紙券とスマートフォンアプリ「バスもり!」によるweb券の2種類があり、web券のうちの回数券についてはペア乗車券・往復乗車券としても使用可。紙券の片道・往復乗車券は桜町BT・天神BT・博多BT・福岡空港内に設置されている自動券売機からでも購入できる。このほか、下記の乗車券が利用可能。
- SUNQパス（北部九州版ならびに全九州版）　※ 南部九州版は使用不可
- nimocaならびに全国10社交通系ICカード（西鉄便のみ）
- くまモンのICカード（産交便のみ）
- グランドパス65・サンコーパス65[注 7]
- ひのくに号＋熊電電車乗継乗車券（西合志BSから最寄駅の三ツ石駅より全線で利用可）
- 福岡天草きっぷ
- クレジットカード等決済（産交便のみ）[注 8]

## ASOエクスプレス号
2019年4月1日より、福岡市と阿蘇市とを結ぶ路線として運行開始した。これまで両市間には直接的交通手段がなく、鉄道・バスいずれも乗り換えを必要とするなど不便を強いられていた。さらに、2016年4月に発生した熊本地震によりJR豊肥本線の肥後大津 - 阿蘇間が不通となり、被災後3年近くが経過した2019年4月時点でも復旧しておらず、福岡方面からの観光客は阿蘇方面へ向かうバス（やまびこ号または九州横断バス）に乗り換え、または自家用車かレンタカーを利用するしかないなどの阿蘇エリアへのアクセスが一層不便な状況にある事、ならびに、近年の増加するインバウンド需要により阿蘇地域へのより観光活性化を目的とする事など、これらの状況を踏まえ阿蘇市が関係機関等に長らく要望していた事により、実現に至った。
九州産交バスと西日本鉄道が運行を担当し、阿蘇側の運行支援業務（予約発券・発着案内・乗務員休憩など）は産交バス阿蘇営業所がおこなっていた。なお、九州産交バスの車両は福岡発だとひのくに号、阿蘇発は「熊本 - 阿蘇線」において送り込みをおこなっていた。
しかしながら、運行開始後まもなく2020年に新型コロナウイルスの流行により外国人観光客・国内観光客ともに大幅減少したことにより利用客が大幅に減少し、2020年10月12日を以って運行終了となった。

### 運行会社

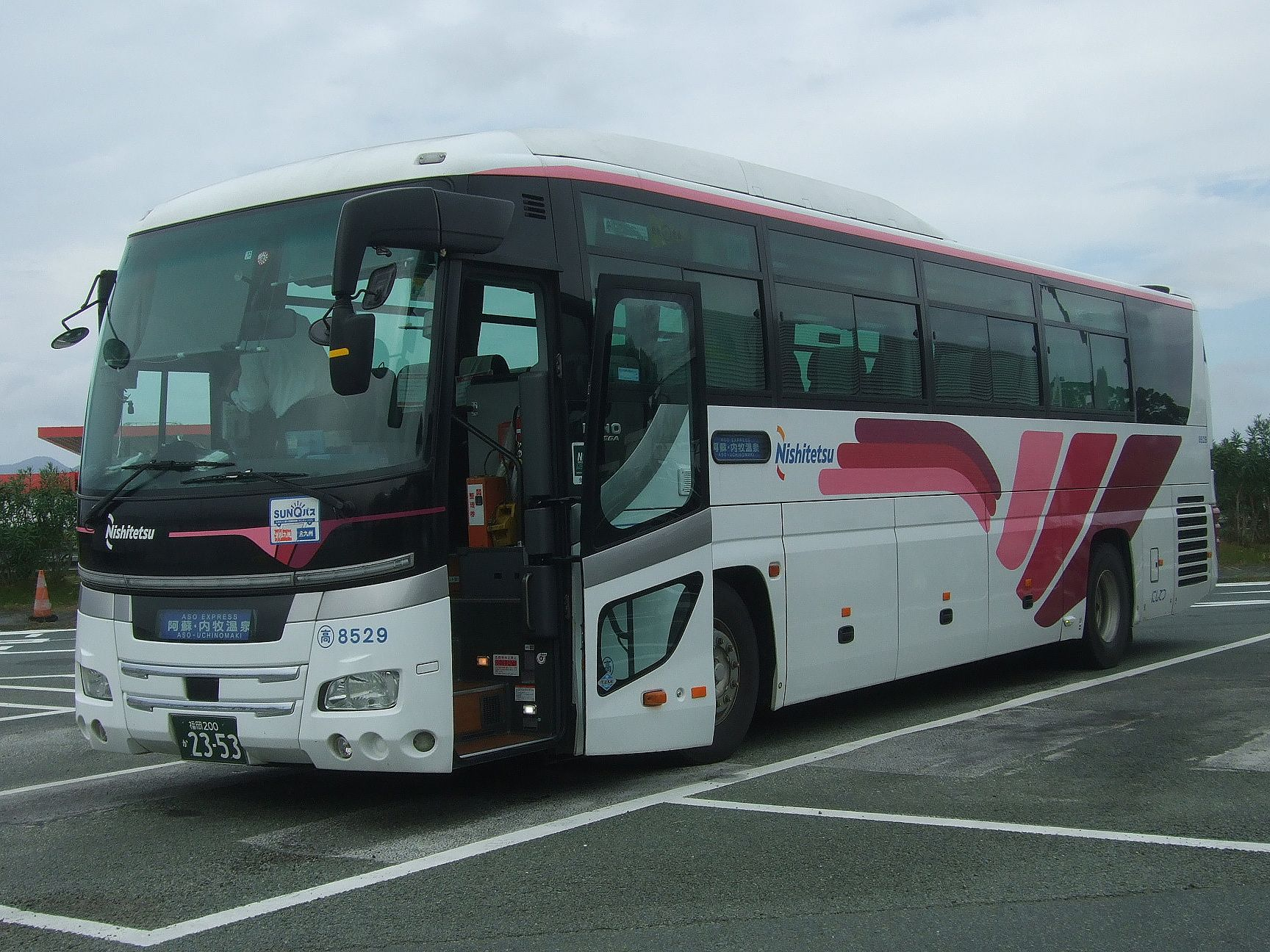
西鉄バス担当便

- 九州産交バス（担当：本社熊本営業部高速バス営業所（現・高速営業所））
- 西日本鉄道（担当：福岡高速自動車営業所【表記＝○高】）

### 沿革
- 2019年4月1日 運行開始。3往復（西鉄2往復4便、九州産交1往復2便）。
- 2019年12月1日-2020年2月29日 冬期ダイヤとして1往復2便（西鉄運行）のみに減便。
- 2020年3月1日 2往復となる（西鉄、九州産交各1往復2便）。
- 2020年4月1日-7月17日 新型コロナウイルスの世界的感染拡大の影響により全便運休。
- 2020年7月18日 運休前と同ダイヤで運行再開。
- 2020年10月11日 この日限りで運行終了[32]。

### 運行経路・停車停留所
太字は停車停留所。クローズド・ドアにより福岡県・佐賀県内間（西鉄天神高速バスターミナル - 高速基山）ならびに熊本県内間（アーデンホテル阿蘇 - 内牧温泉）のみの利用は不可。
西鉄天神高速バスターミナル - 博多バスターミナル - 福岡空港国際線ターミナル - 半道橋ランプ - （福岡都市高速） - 太宰府IC - （九州自動車道） - 高速基山 - 熊本IC - （国道57号・県道339号（ミルクロード）・国道57号） - アーデンホテル阿蘇 - カドリー・ドミニオン前 - 阿蘇駅前 - 阿蘇プラザホテル - 内牧温泉（はな阿蘇美）
- 阿蘇行きは西鉄天神高速バスターミナルは3番のりばから、博多バスターミナルは38番のりばから発車する。
- 北熊本SAにおいて15分間の途中休憩をおこなう。

### 車両・車内設備
- ハイデッカー
- 4列シート
- トイレ
- 座席コンセント（西鉄便のみ）
- 毛布（膝掛け）

### 利用可能な乗車券類
座席指定制により乗車前に予約が必要な上、予め乗車券を購入する必要があった（空席があれば予約なしで現金でも乗車できたが、満席時は乗車できない場合がある）。
このほか、ひのくに号と同様、SUNQパスが北部九州＋下関版と全九州＋下関版のみ（南部九州版は不可）、「nimoca」ほか全国10社交通系ICカードが利用可能であった（産交便のみ「くまモンのIC CARD」も使えた）。高速基山乗り継ぎ割引も適用された。これらの乗車券を使用する際はいずれも事前予約を行った上で、予約後窓口にて乗車便座席指定券を発行してもらうか、乗車前に乗務員に氏名を告げて乗車できた。

## 福岡ドーム直行便
福岡ドームでのコンサート等が開催される際に運行される臨時高速バス。2023年度より運行開始。2023年度は4月22日・23日、6月17日・18日、12月9日・10日、同月16日・17日に運行された。2024年以降もイベントが行われるごとに運行が計画されている。概ね1日1ないし2往復の運行で、イベント開始・終了時刻に合わせてダイヤがパターン化されており、輸送人員も多い事もあって1便につき2台で運行される事もある。
熊本県内の停車箇所はひのくに号のスーパーノンストップ便の停車箇所と同じで、福岡側は博多・天神には立ち寄らない。熊本側においては、ドーム行きは乗車のみ、熊本行は降車のみの扱いで、熊本県内間のみの利用は不可。
運行は九州産交バス高速営業所が単独で担当。座席指定制のため、乗車の際は予約が必須である。予約開始日は九州産交のウェブサイトにて発表される（必ずしも1ケ月前とは限らない）。窓口・電話での予約の他、「@バスで（ハイウェイバスドットコム　）」でも予約を受け付ける。
なお、本路線は臨時便かつひのくに号とはあくまで別系統のため、ひのくに号の回数券（紙券・スマホ券とも）・定期券を含む各種乗車券ほかSUNQパス（北部九州版・全九州版）・ICカードでの乗車は出来ず、往復割引の設定もない。また、運賃自体もひのくに号に比べ若干割高に設定されているため、運賃面からすれば、ひのくに号と博多BTまたは天神 - 福岡ドーム間の市内路線バスを乗り継いだ方が本路線より安上がりになる。

### 注記
1. ↑  逆方向の渋滞によって折り返し便に遅れが生じることもある
2. ↑  上記箇所で発売される片道乗車券および往復乗車券の往路券は乗車券自体が乗車便を指定するため不要であった
3. ↑  ただし、運転業務は高速営業所の乗務員に委託している。
4. ↑  かつては運行開始当初から1995年頃までは博多営業所と八女営業所が共同で担当していたが、のちに福岡発着の九州島内路線は全て福岡高速自動車営業所に統一され、2001年1月より西鉄高速バスに管理委託されていたが、2019年4月1日をもって西鉄高速バスは西鉄本体に吸収合併され解散・消滅した事に伴い、同社による管理委託は解消された。
5. ↑  定期券・回数券・往復乗車券・その他各種割引乗車券で乗車する場合は、これらの券以外に利用した区間の通常運賃も別途必要（SUNQパス（北部九州版・全九州版）利用の場合は追加料金不要）。
6. ↑  2021年以降、新型コロナウイルス感染拡散防止により貸出中止となっている。
7. ↑  グランドパス65ならびにサンコーパス65自体は西鉄・産交両便共通して使用可能であるが、グランドパス65はnimoca・サンコーパス65はくまモンのICカードにそれぞれ紐付けられており、ICカードとしては両社便共通使用できないため、乗車前ならびに降車時に乗務員へ申し出る必要がある。
8. ↑  車内におけるタッチ決済による運賃精算は産交便に限られるが、紙券の片道・往復乗車券購入時においては桜町BT・博多BT・天神BT・福岡空港に設置の自動券売機ならびに桜町・博多・天神の各窓口（予約制の便のみ）での支払い方法に関しては、現金のほかクレジットカード払いでも対応している。
9. ↑  本路線運行開始後の2020年8月8日に復旧開業した。